# Commerce interlope
Le commerce interlope (ou interlopre) est un commerce s'exerçant dans un esprit de contournement d'une loi commerciale édictée dans un contexte de conflit, d'embargo ou de monopole. 
La contrebande est une sorte de commerce interlope mais s'exerce plutôt dans le sens de franchissement d'une barrière douanière tandis que le commerce interlope se qualifie plutôt quand il y a interdiction temporelle ou définitive d'un trafic ayant parfois déjà existé dans un environnement politique différent et que ce trafic perdure de façon clandestine ou tolérée. 
Dans certains cas en effet, les belligérants d'un conflit considéraient qu'il était de leur intérêt réciproque de ne pas interrompre les routes commerciales. Les exemples abondent dans le commerce maritime des XVIIe et XVIIIe siècles.